# Minato’s Coin Laundry
Minato’s Coin Laundry (japanisch みなと商事コインランドリ) ist eine japanische Manga-Serie, die von Yuzu Tsubaki geschrieben und von Sawa Kanzume illustriert wurde. Die Serie wird seit dem 7. Dezember 2019 als Webmanga auf der Website Gene Pixiv veröffentlicht. 2022 erschien eine Realverfilmung als Fernsehserie.

## Inhalt
Früher arbeitete Akira Minato als Angestellter einer großen Firma und hetzte von einem Termin zum nächsten. Doch dann erbte er den Waschsalon seines Großvaters und beschloss, ein neues Leben anzufangen. Nun verbringt er ruhige Tage in dem beliebten Geschäft und kümmert sich um seine Kundschaft. Eines Tages taucht der Oberschüler Shintaro Katsuki in seinem Laden auf. Trotz ihres Altersunterschieds freunden sie sich miteinander an. Allerdings findet Shintaro bald heraus, dass Akira schwul ist. Daraufhin gesteht er, sich in den liebenswerten Minato verliebt zu haben, der ihn wegen des Altersunterschieds sofort zurückweist. Doch Shintaro lässt sich nicht abwimmeln und besucht Minato weiterhin regelmäßig, will ihm so nah wie möglich sein und gibt ihm seine Gefühle immer wieder deutlich zu verstehen.

## Charaktere
Akira Minato (湊 晃} Minato Akira)
Akira ist ein ehemaliger Angestellter in seinen 30ern, der in seine Heimatstadt zurückkehrt, um den Waschsalon seines Großvaters zu übernehmen.
Shintaro Katsuki (香月 慎太郎 Katsuki Shintarō)
Shintaro ist ein Schüler im zweiten Jahr der Oberschule.
Sakurako Katsuki (香月 桜子 Katsuki Sakurako)
Sakurako ist Shintaro's seine kleine Schwester.
Asuka Hanabusa (英 明日香 Hanabusa Asuka)
Asuka ist ein ehemaliger Klassenkamerad von Shintaro. Seine Familie besitzt ein Fischgeschäft, das Akira oft besucht.
Takayuki Sakuma (佐久間 孝之 Sakuma Takayuki)
Herr Sakuma ist ein ehemaliger Lehrer der Keyaki High School und Akiras erste Liebe.
Shu Sakuma (佐久間 柊 Sakuma Shū)
Shu ist der jüngere Bruder von Herrn Sakuma, der in Teilzeit an einer Nachhilfeschule unterrichtet.

## Veröffentlichungen

### Manga
Vom 1. April 2019 bis zum 15. Mai 2019 veranstaltete Kadokawa über die Online-Plattform Pixiv einen Wettbewerb, bei dem die Gewinner die Möglichkeit hatten, ihre Arbeit in eine Manga-Serie umzusetzen. Am 6. April 2019 veröffentlichte Yuzu Tsubaki eine Geschichte mit dem Titel „Wash My Heart!“ auf Pixiv und reichte sie für den Wettbewerb ein. Der Beitrag gewann den 2. Platz und wurde später für eine Mangaserie mit dem Titel Minato Shōji Coin Laundry übernommen, für die Sawa Kazume die Illustrationen lieferte. Seit dem 7. Dezember 2019 wird der Manga in digitaler Form im Online-Magazin Gene Pixiv fortgesetzt. Die Kapitel wurden anschließend in bisher vier Bänden von Kadokawa veröffentlicht. Minato's Coin Laundry belegte Platz 10 bei den Web Manga General Election 2020.
Seit April 2022 erscheint eine deutsche Übersetzung als Minato’s Coin Laundry bei Tokyopop in bisher fünf Bänden (Stand: Februar 2025). Übersetzerin ist Iga Martha Handtke. Eine englische Fassung erscheint bei Yen Press.
| Band | Japan            | Japan                  | Deutschland      | Deutschland        | Deutschland            |
| Band | Veröffentlichung | ISBN                   | Veröffentlichung | ISBN-10            | ISBN-13                |
| ---- | ---------------- | ---------------------- | ---------------- | ------------------ | ---------------------- |
| 1    | 27.08.2020       | ISBN 978-4-04-068471-0 | 13.04.2022       | ISBN 3-8420-7366-6 | ISBN 978-3-8420-7366-1 |
| 2    | 27.07.2021       | ISBN 978-4-04-069161-9 | 13.07.2022       | ISBN 3-8420-7367-4 | ISBN 978-3-8420-7367-8 |
| 3    | 26.04.2022       | ISBN 978-4-04-069529-7 | 11.01.2023       | ISBN 3-8420-7368-2 | ISBN 978-3-8420-7368-5 |
| 4    | 27.01.2023       | ISBN 978-4-04-065186-6 | 11.10.2023       | ISBN 3-8420-9130-3 | ISBN 978-3-8420-9130-6 |
| 5    | 26.01.2024       | ISBN 978-4046830258    | 12.02.2025       |                    | ISBN 979-88554-0554-5  |

### Light Novels
Tsubakis Originalromane wurden später von Kadokawa zusammengestellt und veröffentlicht, wobei Sanzume die Illustrationen zu den Romanen beisteuerte.
| Band | Titel                                                                                                 | Japan Veröffentlichung | Japan ISBN             |
| ---- | --- | ---------------------- | ---------------------- |
| 1    | Noberu Minato Shōji Koin Randorī: Utakata no Kisu (ノベル みなと商事コインランドリー うたかたのキス)  | 28.02.2023             | ISBN 978-4-04-681138-7 |
| 2    | Noberu Minato Shōji Koin Randorī: Irekawari no Koi (ノベル みなと商事コインランドリー いれかわりの恋) | 27.06.2022             | ISBN 978-4-04-681450-0 |
| 3    | Noberu Minato Shōji Koin Randorī: Hīragu Tabiji (ノベル みなと商事コインランドリー ひいらぐ旅路)      | 27.04.2023             | ISBN 978-4-04-682346-5 |

### Hörspiel
Eine Hörspiel-Adaption wurde in Japan auf CD veröffentlicht, die als Bonus der Augustausgabe 2021 von Comic Gene beilag, die am 15. Juli 2021 erschienen ist. In dem Hörspiel sind Seiichiro Yamashita als Akira und Nobunaga Shimazaki als Shintaro zu hören.

### Fernsehserie
Eine Realverfilmung wurde 2022 auf TV Tokyo ausgestrahlt. Die Serie hat eine Laufzeit von 25 Minuten und besteht aus 12 Episoden. Eine zweite Staffel erschien im Jahr 2023 unter dem Titel Minato Shōji Coin Laundry 2. Die Serie wurde mit englischen Untertiteln auf der Plattform GagaOOLala veröffentlicht.